# Culicoides vicinus
Culicoides vicinus är en tvåvingeart som beskrevs av Jean Clastrier 1960.
Culicoides vicinus ingår i släktet Culicoides och familjen svidknott. Inga underarter finns listade i Catalogue of Life.